# Lipská hora (České středohoří)
Lipská hora (německy Horst, Hora) je vrch s nadmořskou výškou 698 metrů nad vesnicí Lipá v kotlině potoka Modla v Českém středohoří. Jedná se o trachytový masiv, jehož jižní polovina je chráněna jako stejnojmenná přírodní rezervace s výskytem teplomilných rostlinných společenstev na trachytovém podloží.

## Geologie a geomorfologie
Horu tvoří těleso vypreparovaného lakolitu složeného z nefelinicko-sodalitického trachytu. Na svazích je možné pozorovat tvary zvětrávání jako jsou mrazové sruby a stěny, pukliny, balvanové proudy a haldy nebo deskovité sutě. V soliflukčním plášti při úpatí dochází k sesuvům.

## Přírodní rezervace
Přírodní rezervace Lipská hora o rozloze 22,22 ha se nachází na katastrálním území obce Mrsklesy v Ústeckém kraji (okres Litoměřice, ORP Lovosice) Rezervace Lipská hora byla zřízena již v roce 1951, jako státní přírodní rezervace byla vyhlášena ministerstvem kultury ČSR 10. února 1977. Rezervace zahrnuje jižní polovinu svahů a vrcholovou část výrazně asymetrického suku z trachytického znělce a byla vyhlášena z důvodu ochrany řady vzácných druhů rostlin, které se zde vyskytují. Především se jedná o hvozdík sivý (Dianthus gratianopolitanus) a medvědici lékařskou (Arctostaphylos uva-ursi). Z dalších vzácných druhů lze jmenovat modřenec tenkokvětý, bělozářku liliovitou (Anthericum liliago), vemeník dvoulistý (Platanthera bifolia), medovník velkokvětý (Melittis melissophyllum), lilii zlatohlávek (Lilium martagon) a dřín jarní (Cornus mas).

## Přístup
Úpatí Lipské hory od západu k východu po severní straně obchází červená turistická stezka, což je dálková trasa, která vede z Třebenic přes Košťálov, Vlastislav, Lhotu, Medvědice, Kocourov, a Milešov na vrchol Milešovky a pak až do Ústí n. L. V jednom místě na jihozápadě prochází červená turistická cesta v těsném sousedství dolní hranice přírodní rezervace Lipská hora.
Vrchol Lipské hory je přístupný buďto od vesnice Medvědice nebo z osady Lhota po červené turistické značce, která kopíruje Zlatou stezku Zemí hradů. Obě trasy se schází na úpatí hory, kde začíná nejstrmější část trasy. Na vrcholu je umístěna vrcholová kniha.